# Janez Schallermann
Janez Schallermann (* 1373 v Soestu ; † 5. avgusta 1465) je bil Janez V.  Krški škof.

## Življenje
Janez Schallermann je izhajal iz meščanske družine iz Soesta v Vestfaliji in je bil klerik kölnske nadškofije. Leta 1401 je študiral v Heidelbergu, kjer je bil rektor njegov rojak, regensburški škof Konrad Koler, prav tako iz Soesta. Od leta 1411 je Schallermann poučeval na Dunaju, kjer je bil nato trikrat dekan pravne fakultete. Kot teolog je sodeloval na koncilu v Konstanci in postal svetnik avstrijsko-tirolskega vojvode Friderika IV. in dvorni kaplan kralja Sigismunda Luksemburškega. Vojvoda Albreht V. ga je poslal na diplomatsko misijo v Rim in med letoma 1431 in 1432 je bil zaposlen pri rimski kuriji. Leta 1428 je prišel v posest bogate župnije Krems, kasneje tudi Kappel in Ybbs. Leta 1431 je postal kanonik in kasneje prošt v Briksnu. Leta 1432 sta ga  Baselski koncil in vojvoda Friderik IV. imenovala za odposlanca k francoskem kralju Karlu VII..
Po smrti krškega škofa Ernsta Auerja leta 1432 je bila dolgo časa zmeda glede naslednika: salzburški nadškof je imenoval salzburškega kanonika Hermana Gnaškega, vojvoda Friderik Avstrijski je predlagal svojega dokazanega kanclerja in lavantinskega škofa Lovrenca Lihtenberškega, ki ga je 4. maja 1432 je priznal tudi stolni kapitelj v Krki. Sprti strani sta se obrnili na papeža Evgena IV., avstrijski vojvoda pa mu je za pogajalca poslal Schallermanna. Na presenečenje vseh je 28. januarja 1433  papež imenoval ostarelega Janeza Schallermanna za novega Krškega škofa. Razočarane stranke so se zdaj združile v skupni in samostojni akciji. Vojvoda je zavrnil Schallermanna, ker je v Rimu delal kot njegov prokurist. Salzburški nadškof pa je vztrajal pri svojem kandidatu Lihtenbergu. Leta 1433 je Lihtenberg podal izjavo krškemu kapitlju, da se ne bo odrekel svojih pravic in posesti. Šele po dveh letih čakanja se je 31. marca 1435 koncil v Baslu zaključil  z odločitvijo o papežu. Dne 22. maja 1435 je kretski nadškof Fantinus Vallaressius v Baslu posvetil Schallermanna v škofa in 8. julija 1435 je koncil posvečenega razglasil za pravega krškega škofa. Lihtenberg, ki se ni hotel pokoriti, je bil prepovedan in se je moral odreči svoji škofiji. Ob 6. junija 1436 je bila v Dunajskem Novem mesu sklenjena poravnava in Schallermann je moral Lihtenbergu izplačati pokojnino.
Papež Evgen IV. je to poravnavo preklical in Lihtenbergu dodelil namesto izgubljene krške škofije mesto lavantinskega škofa. V interesu miru se je Herman Gnaški odpovedal škofovski službi in v zameno od Schallermanna prejemal pokojnino. Lihtenberg se je dokončno odpovedal krški škofiji šele leta 1445.
Schallermann je prevzel škofijo, ki jo je Lihtenberg popolnoma izropal. To je veljalo predvsem za rezidenčno palačo v Strasburgu, v kateri škof ni našel ničesar razen zidov.
Schallermann je imel intimen odnos s svojim vladarjem Friderikom III. Leta 1441 je bival na njegovem dvoru v Gradcu in naslednje leto se je udeležil njegovega kronanja v Aachnu. Leta 1444 je Friderik obiskal krškega škofa v Strasburgu. Škof se je nato 18. marca udeležil Friderikovega kronanja za cesarja v Rimu in je smel jezditi neposredno za Friderikom, ko je vstopil v mesto.
Glavna zasluga škofa Schallermanna je bila gradnja današnje kolegialne cerkve sv. Nikolaja v Strasbourgu, ki se je začela leta 1439. Leta 1457 je bil stolp dokončan. Leta 1451 je sprejel v svojo škofijo slavnega križarskega pridigarja Janeza Kapistrana in od takrat naprej postal eden njegovih posebnih prijateljev in mecenov.
Jeseni 1453, v starosti 80 let, se je Schallermann odpovedal škofovski službi in se umaknil v zasebno življenje. Živel je še 12 let in umrl 5. avgusta 1465. Pokopan je bil v dvojnem grobu poleg svojega naslednika Sonnenbergerja v strasburški kolegialni cerkvi, ki jo je zgradil, a takrat še ni bila dokončana.